# جيم غرانت (لاعب كرة قاعدة)
جيم غرانت (بالإنجليزية: Jim Grant)‏ هو لاعب كرة قاعدة أمريكي، ولد في 4 أغسطس 1894 في كوالفيل في الولايات المتحدة، وتوفي في 30 نوفمبر 1985 في دي موين في الولايات المتحدة.

## وصلات خارجية
- جيم غرانت على موقعبيزبول رفرنس.كوم (الدوري الرئيسي) (الإنجليزية)
- جيم غرانت على موقعبيزبول رفرنس.كوم (الدوري الثانوي) (الإنجليزية)